# ریکاردو زیلینسکی
ریکاردو زیلینسکی (انگلیسی: Ricardo Zielinski؛ زادهٔ ۱۴ اکتبر ۱۹۵۹) بازیکن فوتبال اهل آرژانتین است.